# 東太平洋小褐鱈
東太平洋小褐鱈，為輻鰭魚綱鱈形目稚鱈科的其中一種，分布於東南太平洋Nazca海脊海域，深度230-340公尺，為深海魚類，體長可達18.9公分，棲息在底層水域，生活習性不明。

## 扩展阅读
維基物種上的相關：東太平洋小褐鱈